# Gustav Frenz
Gustav Frenz (* 21. Februar 1884 in Mülheim an der Ruhr; † 14. Juni 1960) war ein deutscher Industriemanager.

## Werdegang
Frenz wurde als Sohn des Reichsbeamten Karl Frenz geboren. Er war zunächst bei der Maschinenfabrik Thyssen in Mülheim tätig. Später war er Betriebsdirektor und schließlich Generaldirektor der Werkzeugmaschinenfabrik Schiess in Düsseldorf.
Er veröffentlichte zahlreiche Schriften zu Fragen der Produktivität und Rationalisierung.
Seine mit Emil Gobbers verfasste Schrift Erfolgreiche Betriebswirtschaft (Elsner Verlagsgesellschaft, Berlin 1938) wurde nach Ende des Zweiten Weltkrieges in der Sowjetischen Besatzungszone auf die Liste der auszusondernden Literatur gesetzt.

## Ehrungen
- 22. Juni 1932: Ehrendoktor der Technischen Hochschule Braunschweig.[3]
- 1952: Großes Verdienstkreuz der Bundesrepublik Deutschland.